# Grabie (powiat bocheński)
Grabie – wieś w Polsce położona w województwie małopolskim, w powiecie bocheńskim, w gminie Łapanów na Pogórzu Wiśnickim.
| SIMC    | Nazwa        | Rodzaj    |
| ------- | ------------ | --------- |
| 0823138 | Niwa         | część wsi |
| 0823144 | Sicie        | część wsi |
| 0823150 | Wola Grabska | część wsi |

W latach 1975–1998 miejscowość należała administracyjnie do województwa tarnowskiego. Na przełomie XIX i XX wieku miejscowość należała do Adama Uznańskiego, następnie posiadłość została rozparcelowana.

## Zabytki
Obiekty wpisane do rejestru zabytków nieruchomych województwa małopolskiego.
- Dwór oraz ogród. Budynek późnoklasycystyczny, murowany, parterowy, zbudowany przed 1846 rokiem, nakryty czterospadowym dachem. Obiekt otoczony jest krajobrazowym parkiem[8][6].

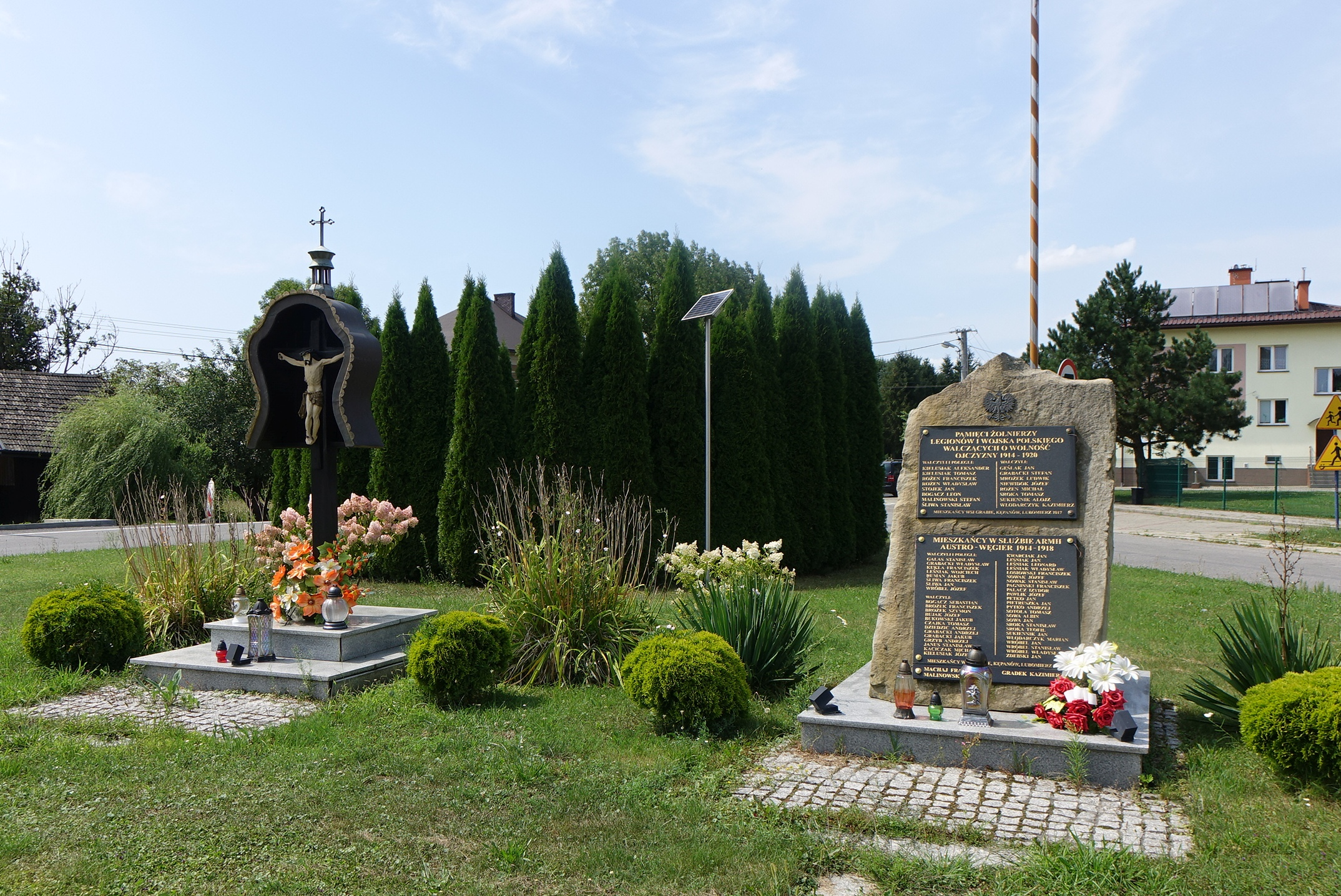
Pomnik
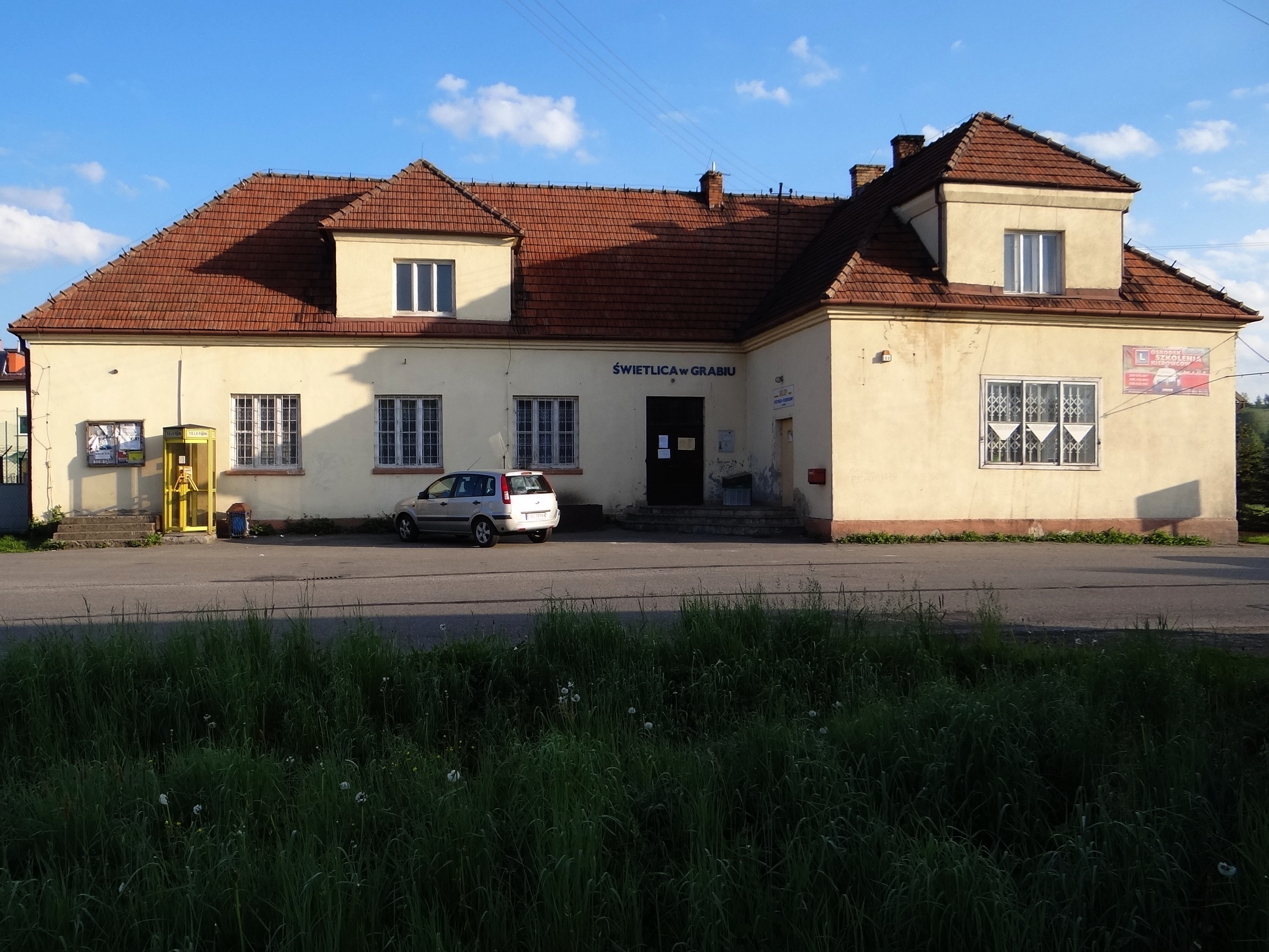
Świetlica